# Wellington Management Group
Wellington Management Group (WMG) — американская холдинговая компания, оказывающая услуги по управлению активами. Одна из крупнейших в мире частных независимых компаний по управлению инвестициями.
Размер активов под управлением — $1 трлн на 30 июня 2017 года, компания имеет 13 офисов в различных странах мира, более 2,150 клиентов из 55 стран.

## История
Компания была основана в 1928 году в Филадельфии Уолтером Морганом (англ. Walter L. Morgan). В 1983 году компания вышла на международную арену, открыв отделение в Лондоне; в 1996 году было открыто отделение в Сингапуре, в 1997 — в Сиднее и Токио, в 2003 — в Гонконге и в 2007 в Пекине. В 2011 году лондонское отделение Wellington Management International Limited. открыло филиал во Франкфурте, а в 2014 году — в Люксембурге и Цюрихе.

## Деятельность
Компания оказывает доверительное управление и прочие инвестиционные услуги 2150 индивидуальным и институциональным клиентам (с активами на 30 сентября 2017 года).
| Типы клиентов                                         | Процент | Активы, млрд |
| ----------------------------------------------------- | ------- | ------------ |
| Defined Contribution & Defined Benefit Pension Plans  | 30      | ▲ $300       |
| Affiliated & External Mutual Fund (Sub-Advised Funds) | 13      | ▲ $127       |
| Pooled Investment Vehicles (Private Funds, UCITS)     | 13      | ▲ $126       |
| Insurance Companies                                   | 13      | ▼ $120       |
| Banking or Thrift Institutions                        | 5       | ▲ $51        |
| Corporations or Other Businesses                      | 5       | ▲ $50        |
| Charitable, Non-Profit, Religious Organization        | 5       | ▲ $50        |
| State or Municipal Government Entities                | 5       | ▼ $50        |
| High Net Worth Individuals                            | 5       | ▲ $50        |

Инвестирует в компании с высокой, средней и низкой капитализацией, также работает с ценными бумагами с фиксированной доходностью: корпоративные облигации, ипотечные ценные бумаги, ценные бумаги развивающихся стран, краткосрочные и среднесрочные муниципальные облигации.
Компания оказывает доверительное управление через дочернюю компанию Wellington Management Company LLP с активами $980 млрд (в том числе $500 млрд в акциях).
Wellington Management Company LLP сотрудничает с The Vanguard Group и управляет инвестиционными фондами (с активами $400 млрд).
| Инвестиционный фонд                         | Тикер | Активы    |
| ------------------------------------------- | ----- | --------- |
| Vanguard Wellington Fund                    | VWELX | $102 млрд |
| Vanguard Wellesley Income Fund              | VWINX | $55 млрд  |
| Vanguard Health Care Fund                   | VGHCX | $50 млрд  |
| Vanguard Dividend Growth Fund               | VDIGX | $33 млрд  |
| Vanguard Equity Income Fund                 | VEIPX | $29 млрд  |
| Vanguard GNMA Fund                          | VFIIX | $26 млрд  |
| Vanguard High-Yield Corporate Fund          | VWEHX | $25 млрд  |
| Vanguard Windsor Fund                       | VWNDX | $20 млрд  |
| Vanguard Long-Term Investment Grade Fund    | VWESX | $16 млрд  |
| Vanguard Morgan Growth Fund                 | VMRGX | $13 млрд  |
| Vanguard Explorer Fund                      | VEXPX | $13 млрд  |
| Vanguard Energy Fund                        | VGENX | $10 млрд  |
| Vanguard U.S. Growth Fund                   | VWUSX | $8 млрд   |
| Vanguard International Explorer Fund        | VINEX | $4 млрд   |
| Vanguard Capital Value Fund                 | VCVLX | $950 млн  |
| Vanguard Emerging Markets Select Stock Fund | VMMSX | $600 млн  |

## Руководство
- Бренден Джозеф Сордз (Brendan Joseph Swords) — председатель правления и главный исполнительный директор Wellington Management Company; в компании с 1992 года.[9]

- Эдуард Джозеф Штайнборн (Edward Joseph Steinborn) — партнёр и главный финансовый директор.[10]

- Синтия Мэри Кларк (Cynthia Mary Clarke) — партнёр, старший вице-президент и главный юридический директор; доктор юриспруденции Гарвардского университета.[11]

- Нэнси Лукич (Nancy T. Lukitsh) — партнёр и директор по маркетингу; в компании с 1993 года; с 1980 по 1993 год работала в McKinsey & Company.[12]

- Джон Кио (John C. Keogh) — старший управляющий директор, старший вице-президент, глава подразделения ценных бумаг с фиксированной доходностью; в компании с 1983 года, с 1979 по 1983 год работал в Connecticut National Bank.[13]

## Акционеры
Компания зарегистрирована как партнёрство с ограниченной ответственностью (Limited Liability Partnership). Ни один партнёр не владеет больше 5 % долей (голосов). Всего партнёров около 20, среди них руководство, топ-менеджеры компании.

## Дочерние компании
- Wellington Management Group, LLP (Холдинговая компания)
- Wellington Management Company, LLP (Массачусетс)
- Wellington Management Australia Pty Limited (Австралия)
- Wellington Management Canada LLC (Канада)
- Wellington Management Hong Kong Limited (Гонконг)
- Wellington Management International Limited (Великобритания)
- Wellington Management Japan Pte Limited (Япония)
- Wellington Management Singapore Pte Limited (Сингапур)
- Wellington Management Switzerland GmbH (Швейцария)
- Wellington Funds Services LLC
- Wellington Global Administrator, Limited
- Wellington Hedge Management LLC
- Wellington Luxemburg S.A. (Люксембург)
- Wellington Luxemburg S.á r.l. (Люксембург)
- Wellington Management Advisers, Inc.
- Wellington Trust Company, N.A. (Массачусетс)
- Wellington Management Funds LLC
- Wellington Finance & Treasury LLC
- Wellington Group Holdings LLP (Делавэр)
- Wellington Holdings, Inc.
- Wellington Investment Advisors Holdings LLP (Делавэр)
- Wellington Management Funds Holdings LLP
- Wellington Management Global Holdings Limited
- Wellington Management Investment, Inc.
- Wellington Management Funds Inc.